# Olmedillo de Roa
Olmedillo de Roa – gmina w Hiszpanii, w prowincji Burgos, w Kastylii i León, o powierzchni 26,03 km². W 2011 roku gmina liczyła 187 mieszkańców.